# Zeev Sternhell
Zeev Sternhell (n. 1935 - Jerusalem, 21 de juny de 2020) fou un historiador israelià. En opinió de Roger Griffin, un de les majors autoritats mundials sobre el tema del feixisme. Sternhell va dirigir el Departament de Ciències polítiques de la Universitat Hebrea de Jerusalem i va escriure per al periòdic Haaretz. Sternhell va rebre el Premi Israel per a la Ciències Polítiques en 2008.

## Biografia
Zeev Sternhell va néixer en Przemyśl, Polònia en una família jueva amb inclinació sionista. El seu avi i pare eren comerciants tèxtils. Quan després del Pacte Germà-Soviètic (1939) la Unió Soviètica va ocupar Polònia oriental, soldats russos van ocupar part de la seva casa. El seu pare va morir de causes naturals. Pocs mesos després de l'Operació Barbarroja (1941, atac alemany a la Unió Soviètica, que incloïa el control total de Polònia per l'Alemanya nazi) la seva família va ser enviada al gueto. La seva mare i germana major, Ada, van ser executades quan ell tenia set anys. Un oncle seu que posseïa un permís per treballar fora del gueto li va portar subrepticiamente a Leópolis, i va trobar un funcionari polonès que va estar disposat a ajudar-los. Proveïts de documentació ària falsificada, Stenhell, el seu oncle i cosí van viure com a polonesos catòlics. Després de la guerra, va ser batejat, prenent el nom polonès de Zbigniew Orolski. Es va fer monaguillo de la catedral de Cracovia. El 1946, amb 11 anys, Sternhell va ser evacuat a França en un tren de nens de la Creu Vermella. Allí va viure amb una tia. Va aprendre francès i va ser admès en una escola de Avignon malgrat la dura competència.
En l'hivern de 1951, amb 16 anys, Sternhell va emigrar a Israel sota els auspicis de la Aliyá Juvenil, i va ser enviat a la ciutat de la joventut de Magdiel. En els anys 1950, Sternhell va servir com a comandant d'escamot en la brigada d'infanteria Golani. Va combatre com reservista en la Guerra dels Sis Dies, la Guerra del Yom Kippur i la Guerra del Líban.
Entre 1957-1960 va estudiar història i ciència política a la Universitat Hebrea de Jerusalem, on es va graduar cum laude. El 1969, va obtenir el doctorat del Institut d'Études Politiques de Paris per la seva tesi titulada Les idees socialesy polítiques de Maurice Barrès.
Al setembre de 2008, Sternhell va ser objecte d'un atemptat que, segons sospita la policia israeliana, va ser perpetrat per extremistes jueus, per causa de la seva postura contrària a l'ocupació dels territoris palestins.
Sternhell vivia a Jerusalem amb la seva dona Ziva, historiadora de l'art. Tenen dues filles.

## Carrera acadèmica
El 1976, Sternhell va arribar a ser co-editor de The Jerusalem Quarterly, on va seguir publicant fins a 1990. El 1981, va ocupar una plaça de professor de ciència política a la Universitat Hebrea de Jerusalem. El 1989, va ser triat per a la càtedra Léon Blum de Ciència Política de la mateixa universitat i nomenat membre del consell editorial de History and Memory. El 1991, el govern francès li va concedir la distinció de "Chevalier de l'Ordre des Arts et des Lettres" per la seva contribució a la cultura francesa. El 1996, va ser nomenat membre del consell editorial del Journal of Political Ideologies.

## Postura política
Sternhell ha estat un constant partidari de la pau a Israel, s'ha declarat un sionista militant i critica en els seus articles de premsa l'ocupació israeliana dels territoris palestins i la política d'Israel cap a ells. En la seva obra Els mites fundadors d'Israel (publicada en hebreu el 1995) Sternhell afirma que la principal justificació moral que el sionisme va donar a la fundació de l'Estat d'Israel el 1948 va ser el dret històric dels jueus a la terra. En l'epíleg, va escriure el següent:

De fet, des del començament, un sentit d'urgència va donar als primers sionistes la profunda convicció que la tasca de reconquistar el país tenia una base moral sòlida. L'argument del dret històric dels jueus a la terra va ser merament un ausnto polític i de propaganda. A la vista de la catastròfica situació dels jueus al començament de segle, l'ús d'aquest argument es va justificar per tots els mitjans, i va anar entre tots el més legitimat a causa de l'amenaça de mort que penjava sobre els jueus. Els drets històrics van ser invocats per servir a la necessitat de trobar un refugi.

Sternhell argumenta que després de la Guerra dels Sis Dies de 1967, l'amenaça sobre els jueus va desaparèixer, la qual cosa va canviar la base moral per retenir les conquestes:

Cap líder va ser capaç de dir que la conquesta de la Ribera Occidental (Cisjordània) mancava de la base moral de la primera meitat del segle xx, nominalment per les circumstàncies of distress en les quals es va fundar Israel. Un poble molt més perseguit necessitava i mereixia no només un shelter, sinó també un estat propi. […] Mentre que les conquestes de 1949 van ser una condició esencial per tal de fer possible la fundació de l'estat d'Israel, el intent de retenir les conquestes de 1967 ha tingut un forta olor d'expansió imperial.

## Obres
- "Fascist Ideology", Fascism, A Reader's Guide, Analyses, Interpretations, Bibliography, edited by Walter Laqueur, University of Califòrnia Press, Berkeley, 1976. pp 315–376.
- Neither Right nor Left: Fascist Ideology in France, Princeton Univ. Press, Califòrnia ISBN 0-691-00629-6
- The Birth of Fascist Ideology, with Mario Sznajder and Maia Asheri, published by Princeton University Press, 1989, 1994 (ISBN 0-691-03289-0) (ISBN 0-691-04486-4)
- The Founding Myths of Israel: Nationalism, Socialism, and the Making of the Jewish State Princeton Univ. Press, 1999 (ISBN 0-691-00967-8; i-book ISBN 1-4008-0770-0) (abstract Arxivat 2011-05-17 a Wayback Machine.)
- Maurice Barrès et le nationalisme français ("Maurice Barrès and French nationalism") – Brüssel : Editions Complexe, 1985